# 赞珠

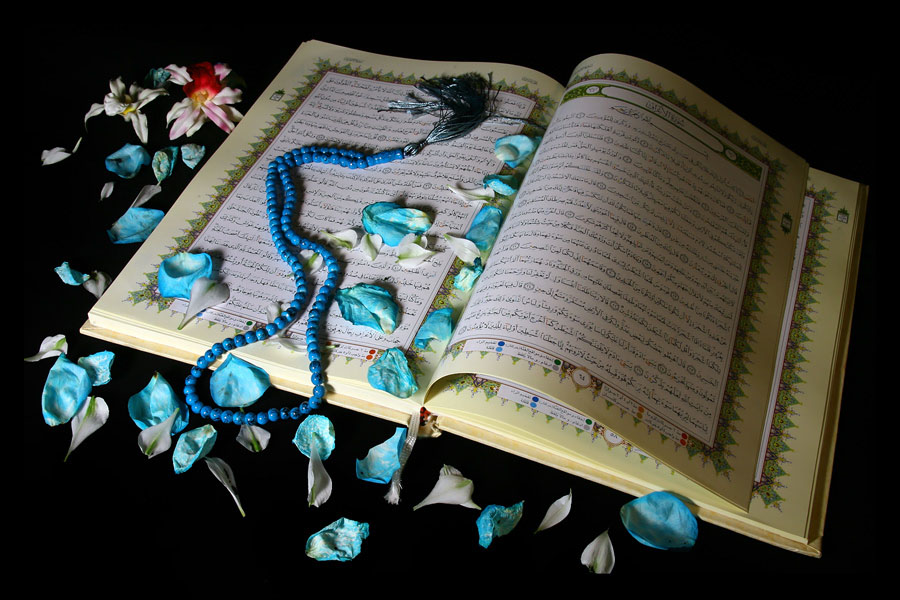
放置在《古兰经》上的太斯比哈

赞珠（阿拉伯语：مسبحة）亦称为太斯比哈或念珠，是伊斯兰教的一种宗教用品。穆斯林诵念赞主词时，可以使用赞珠来计数，每念诵一段经文便将赞柱向前推一粒。伊斯兰教引入赞珠与佛教的影响有关。组成赞珠的珠子可以是角、骨、木、皮革等材质的，也可以由宝石、玛瑙等较高级的材料制作。赞珠的珠子分为圆形、菱形、锥形等形状。